# Зитте, Рудольф

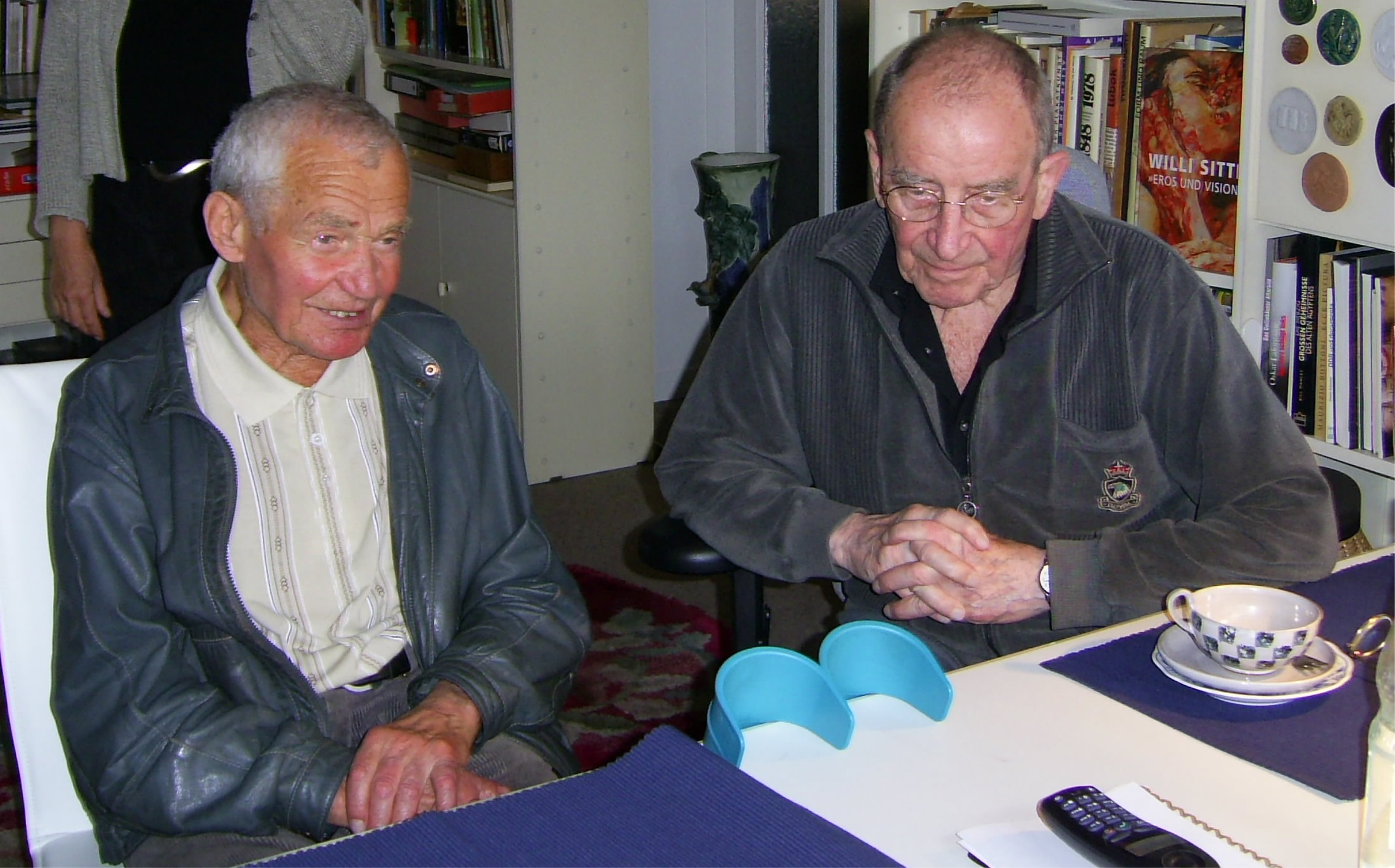
Рудольф (слева) и Вилли Зитте (2007)

Рудольф Зитте (нем. Rudolf Sitte, род. 13 мая 1922 г. Храстава, Чехословакия — ум. 4 марта 2009 г. Кёнигсбрюк) — немецкий скульптор, художник и график. Младший брат художника Вилли Зитте.

## Жизнь и творчество
Р.Зитте родился в многодетной крестьянской семье, его отцом был немец, матерью — чешка. Отец Рудольфа был одним из основателей Коммунистической партии Чехословакии. Во время Второй мировой войны будущий художник был призван в немецкую армию. Участник боевых действий в составе егерского батальона вплоть до ранения. Попал в плен, откуда сумел бежать. В 1946 году поступает на факультет настенной живописи в дрезденской Высшей школе изящных искусств. В 1949 году, вследствие культурно-идеологических разногласий с руководством школы (спор и формализме в искусстве) выл временно отстранён от занятий и отправлен на год лесорубом в фирму Висмут. В 1955 году оканчивает художественное образование, добавив к нему ещё курс в университете Грейфсвальда. В дальнейшем Р.Зитте — профессор Высшей школы изящных искусств в Дрездене. Как член художественного общества «Искусство в строительстве» был участником в возведении ряда объектов в Дрездене и округе.
Работы Р.Зитте были зачастую сильно формализированы, с чертами абстракционизма, что не совсем соответствовало требованиям искусства социалистического реализма. В конце 1960-х годов художник дважды выигрывает конкурсы на дизайн возводимого в Дрездене Дворца культуры, однако руководство СЕПГ в конце концов передала заказ Герхарду Бондзину.
До 1990 года художник работает в маленькой мастерской бывшего народного предприятия «Гигиена-ФАРФОР» над скульптурками из фарфора. В 1990-е годы он переезжает со своей супругой в Кёнигсбрюк. Р.Зитте занимает здесь активную позицию в общественной жизни, использует все свои средства на защиту безработной молодёжи, бездомных животных (в особенности кошек), безуспешно пытается спасти от разрушения находящуюся формально под защитой закона об охране памятников культуры старинную керамическую мануфактуру. Вышедшую из печати свою биографию художник озаглавил: «Моя жизнь для кошек — Осколки воспоминаний и размышлений» («Ein Leben für die Katz — Splitter der Erinnerung und des Nachdenkens»).

## Галерея

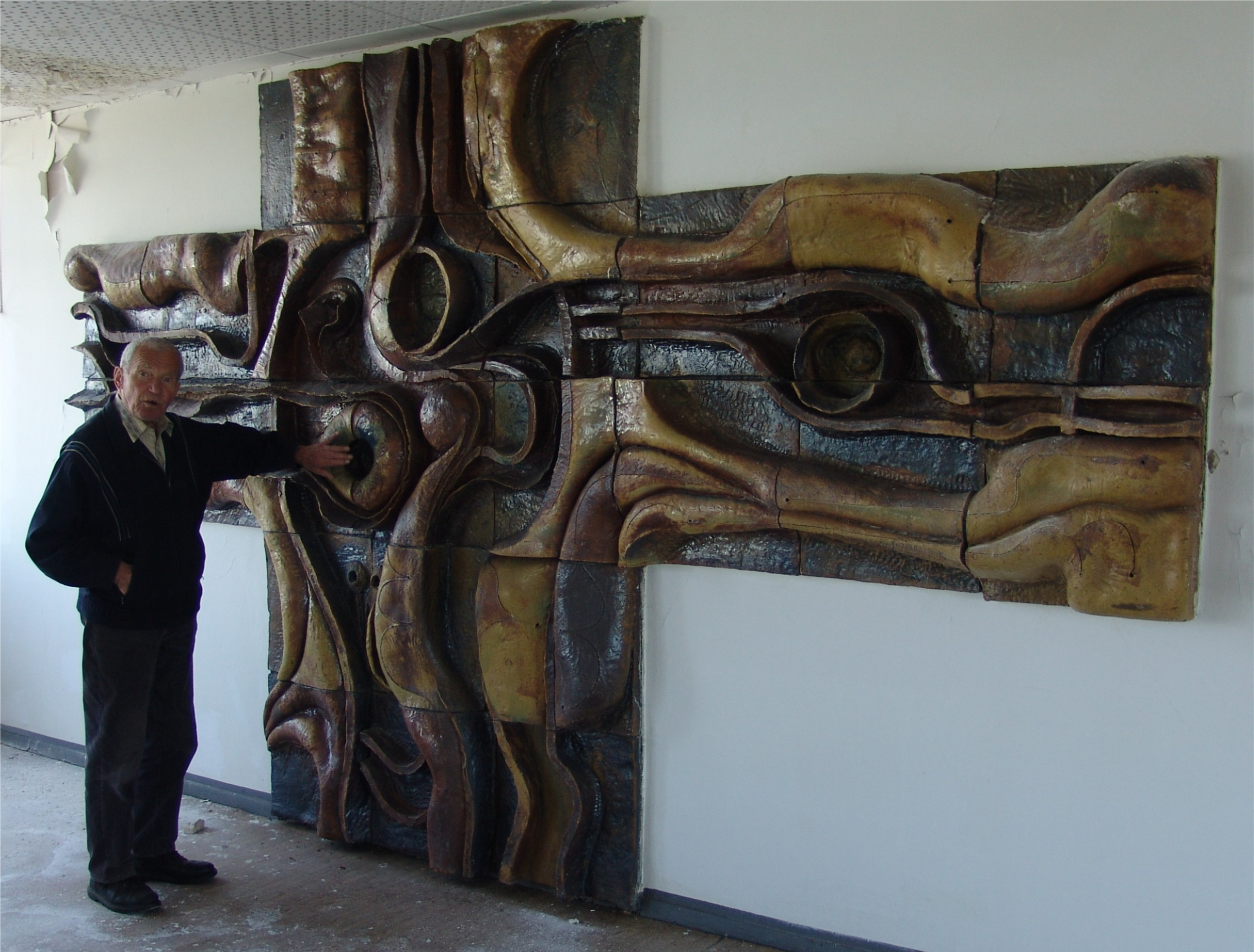
Керамический рельеф в здании МВД, Берлин
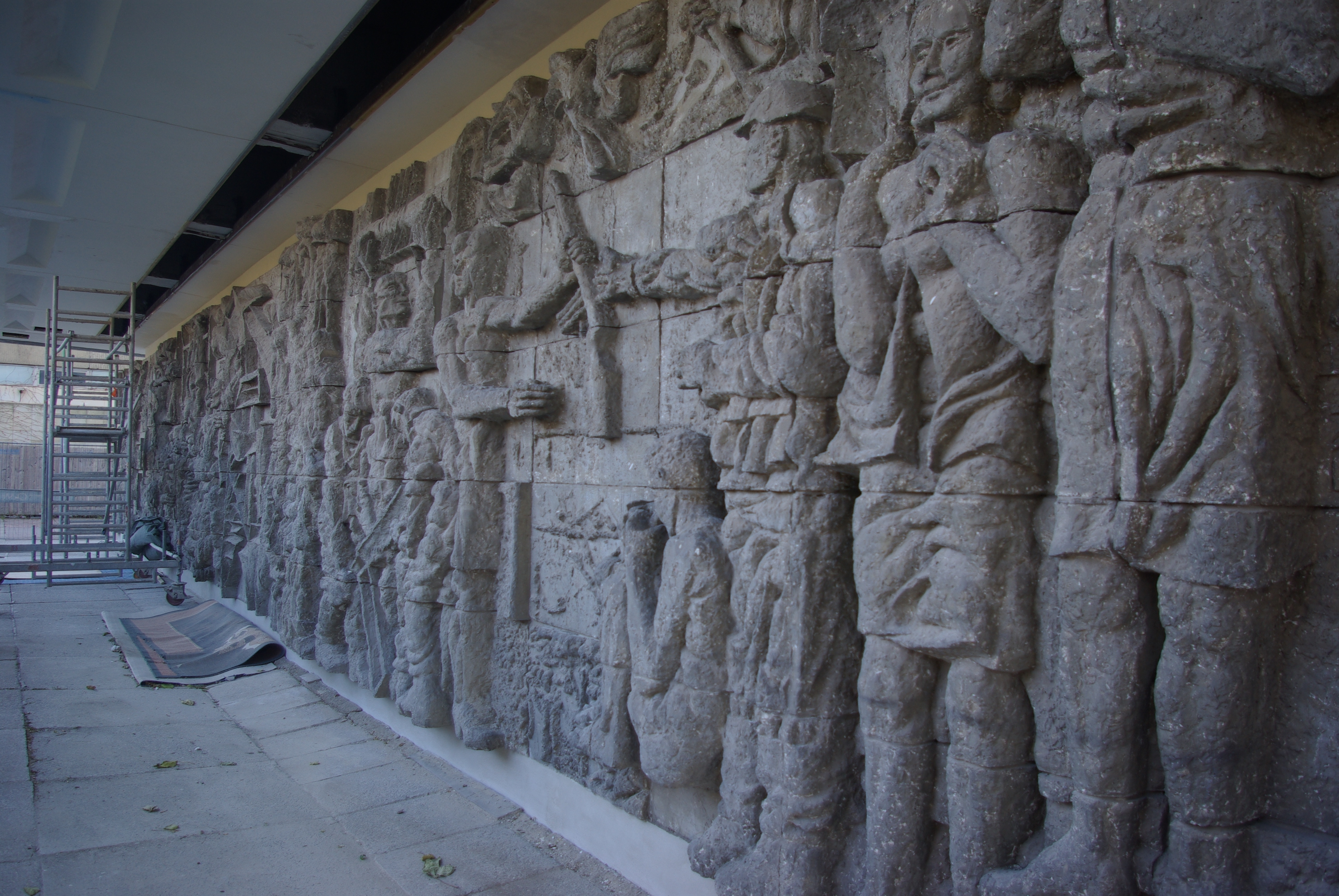
Рельеф на жилом здании в Котбусе
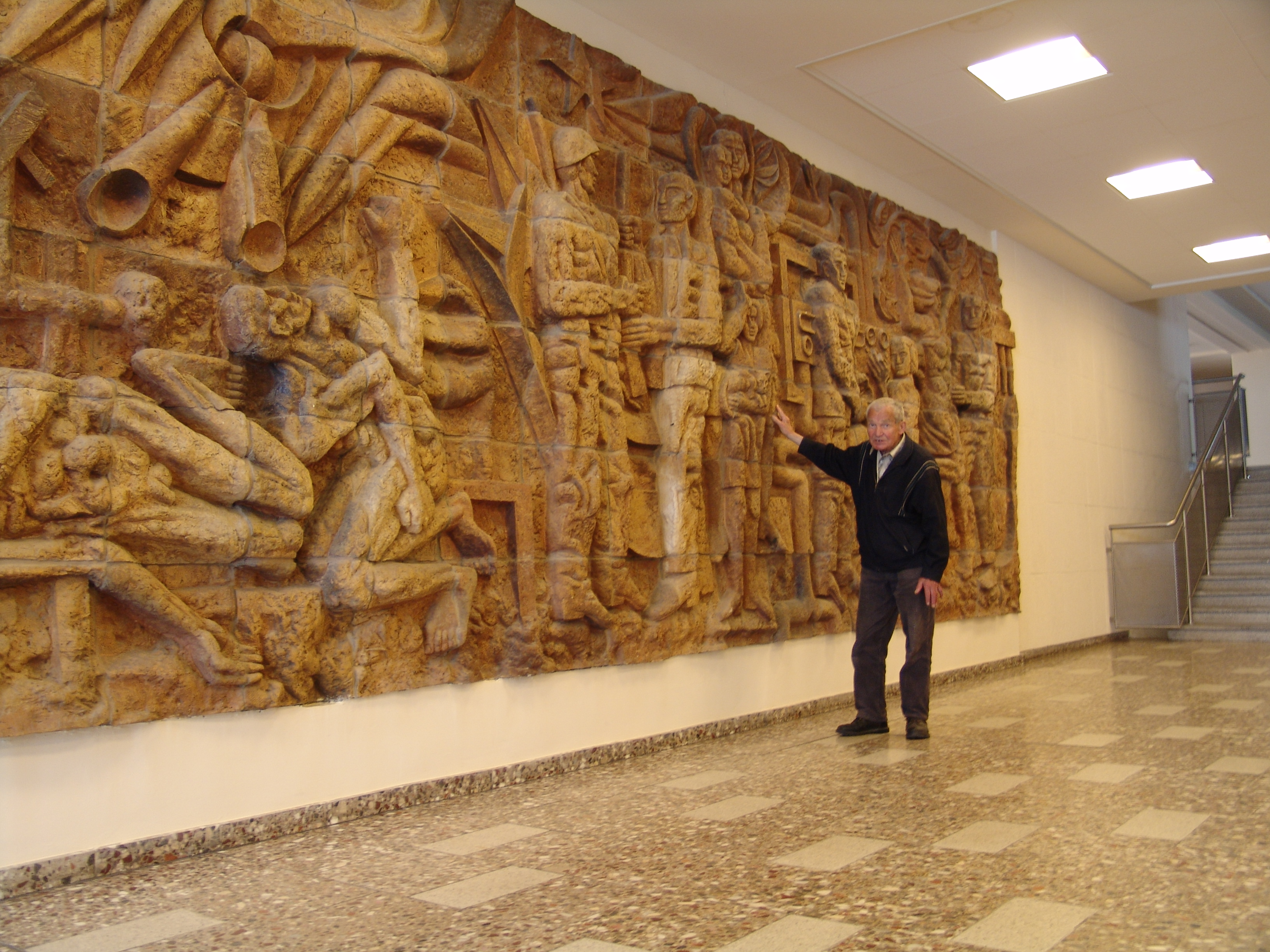
Рельеф на здании Народной полиции, Берлин
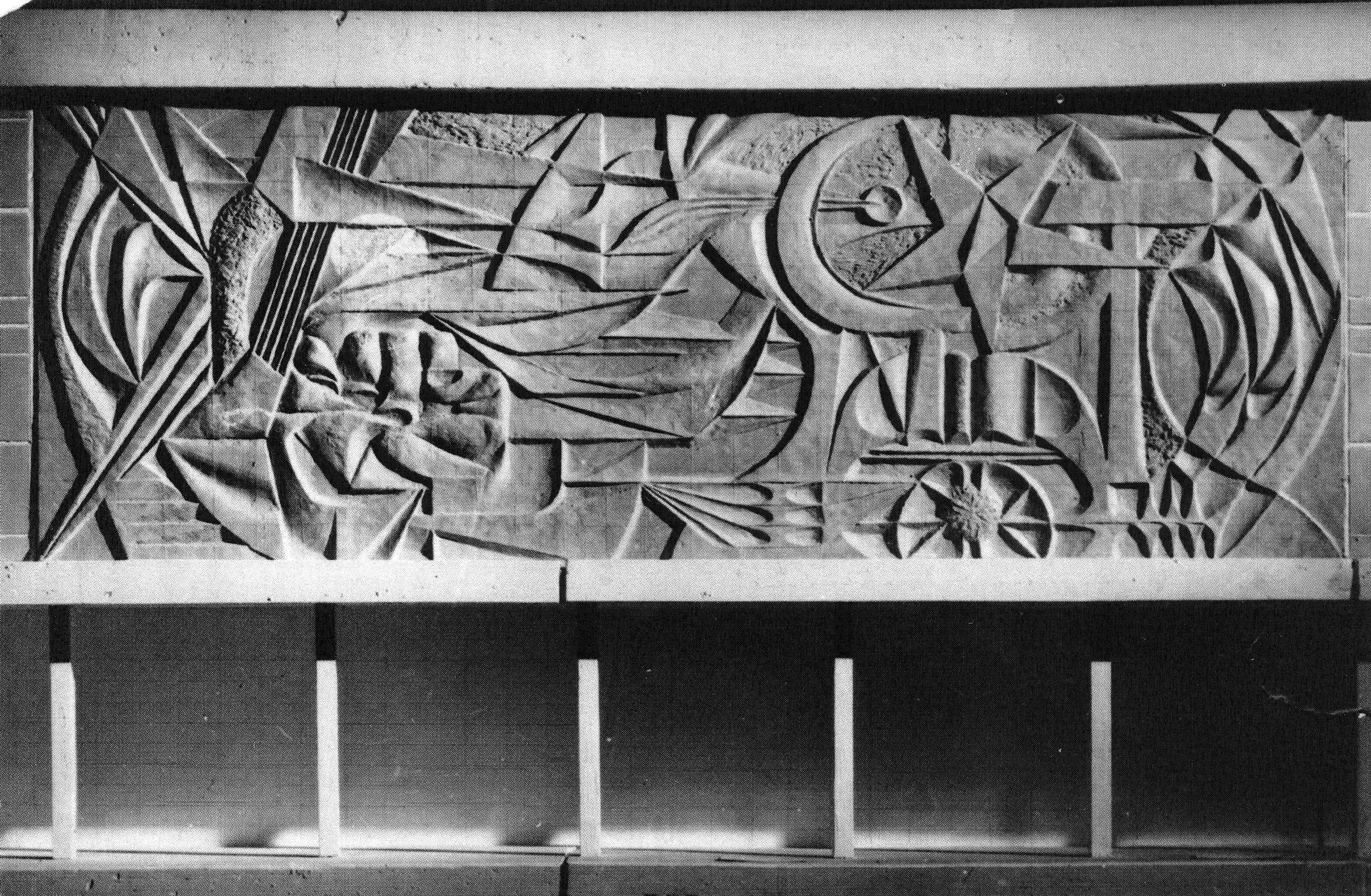
Дворец культуры в Дрездене. Рельеф «Изменяемость мира» (1969).